# 海島小眼蛇鰻
海島小眼蛇鰻，為輻鰭魚綱鰻鱺目糯鰻亞目蛇鰻科的其中一種，分布於東南大西洋的阿森松岛海域，體長可達42.7公分，棲息在沙底質、岩石底質海域，屬肉食性，生活習性不明。

## 擴展閱讀
維基物種上的相關：海島小眼蛇鰻